# Francouzská Wikipedie
Francouzská Wikipedie je jazyková verze Wikipedie ve francouzštině. Byla založena v březnu 2001. V červnu 2024 obsahovala přes 2 618 000 článků, pracovalo pro ni 145 správců a byla 4. největší Wikipedií. 
Registrováno bylo přes 4 948 000 uživatelů, z nichž bylo přes 16 500 aktivních. V počtu článků byla dlouhodobě třetí největší Wikipedií (po anglické a německé). Později se dostala na páté místo za švédskou, cebuánskou a německou verzi. 
V roce 2012 provedli 79,1 % editací francouzské Wikipedie uživatelé z Francie, 5,7 % z Belgie, 4,3 % z Kanady, 2,9 % ze Švýcarska.
V roce 2018 bylo zobrazeno celkem přes 8,2 miliardy dotazů. Denní průměr byl 22 647 923 a měsíční 688 874 313 dotazů. Nejvíce dotazů bylo zobrazeno v lednu (759 243 723), nejméně v červenci (628 193 135).
Nejvíce článků, respektive dotazů, z francouzské Wikipedie je zobrazeno ve Francii (68,4 %), Kanadě (5,4 %), Belgii (4,2 %), USA (3 %), Švýcarsku (2,7 %) a Maroku (2,2 %). Naopak na území Francie uživatelé používají francouzskou verzi v 76,2 % případů a dalšími nejrozšířenějšími jazykovými verzemi jsou zde anglická (14,8 %) a německá (1,1 %). Uživatelé ve Francii si během měsíce zobrazí asi 570 milionů dotazů, což představuje 3,8 % celkového zobrazení v rámci celé Wikipedie.
Francouzská Wikipedie je nejpoužívanější verzí ve Středoafrické republice, kde do ní směřuje 100 % dotazů, Haiti (86,6 %), Burkina Faso (86,5 %), Demokratické republice Kongo (86 %), Guineji (83,5 %), Pobřeží slonoviny (83,3 %), Mali (82,5 %), Beninu (81,7 %), Konžské republice (81,3 %), Gabonu (80,5 %), na Madagaskaru (80,4 %), Burundi (79,7 %), Nigeru (78,5 %), Togu (78,2 %), Senegalu (74,1 %), Čadu (71,5 %), Kamerunu (70,9 %) a Tunisku (47,2 %). 
Značně je používána také v Alžírsku (37,9 %), Maroku (36,7 %), Džibutsku (36,5 %), Belgii (32,7 %), Mauritánii (31,2 %), Švýcarsku (18 %), Rwandě (14,1 %) a Kanadě (8,9 %).